# Parabraxas nigromacularia
Parabraxas nigromacularia is een vlinder uit de familie van de Epicopeiidae. De wetenschappelijke naam van de soort is voor het eerst geldig gepubliceerd in 1897 door Leech.